# Houzé-Offenstadt
Pour les articles homonymes, voir Offenstadt et Houzé.
La Houzé-Offenstadt (H.O.) est une moto de course construite par Éric Offenstadt et Bernard Houzé. 
Les deux collaborateurs montent la société Houzé-Offenstadt dans les années 1970, à Saint-Ouen. Le pari d'Eric et Bernard était d'engager une moto 100 % française dans les championnats mondiaux de vitesse 350 et 500 cm3.

## Caractéristiques
La partie cycle est assez innovante puisqu'elle fait appel à un cadre coque en aluminium. La poutre centrale fait office de réservoir de carburant, avec une capacité de 9 litres. Un réservoir supplémentaire de 16 litres prend place autour de cette poutre.
La suspension avant se fait par l'intermédiaire d'un système à roue poussée. Un amortisseur unique placé sous le té de fourche supérieur agit sur un bras oscillant, placé devant la roue, via un culbuteur et une biellette. Les amortisseurs sont signés De Carbon. Les roues sont en magnésium et construites par S.M.A.C., équipées de pneus Michelin. Le freinage est assuré par Brembo, avec deux disques de 255 mm de diamètre à l'avant et un disque de 200 mm de diamètre à l'arrière.
Le moteur existe donc en deux cylindrées : 348,8 cm3 avec des cotes d'alésage et de course de 66,4 × 50,4 mm, et 497,02 cm3, avec des cotes de 71 × 62,8 mm. Ils développent respectivement 65 chevaux à 12 000 tr/min et 80 chevaux à 10 500 tr/min. Chaque cylindre est alimenté par deux carburateurs. Tous sont de marque Gurtner. Pour le moteur de 350 cm3, on trouve à l'avant des carburateurs de 26 mm de diamètre et à l'arrière des carburateurs de 30 mm. Pour le moteur de 500 cm3, ils sont respectivement de 28 et 32 mm.
Le poids annoncé est de 110 kg pour la 350 et 115 kg pour la 500.

## Compétition
Après avoir passé une annonce pour une recherche de fonds, la HO est sponsorisée par l'enseigne de vente de mobilier BUT, elle en arborera donc les couleurs sur les circuits mondiaux. Olivier Chevallier sera le premier pilote officiel de la machine.

## Palmarès
Le pilote français Hervé Guilleux, après une longue bagarre avec Walter Villa, finira quatrième du Grand Prix de France 1979 dans la catégorie 350 cm3.